# فيرديناندو مارتيني
فيرديناندو مارتيني (بالإيطاليّة: Ferdinando Martini؛ 1840 - 1928) كاتب وسياسي إيطالي. كان من أهم رموز الحقبة الاستعماريّة الإيطاليّة في إريتيريا، حيث شغل منصب الحاكم العام فيها لمدّة عشر سنوات، من عام 1897 إلى عام 1907.

## حياته
وُلِد مارتيني في فلورنسا في 30 تموز/ يوليو 1840. وقد كان سياسيًا فاشيًا، شغل عدة مناصب حكوميّة ووزاريّة في إيطاليا، منها وزيرًا للمستعمرات في حكومة أنتونيو سالاندرا. كما اُنتخب نائبًا في البرلمان الإيطالي عام 1876. أصبح عام 1897 حاكمًا عامًا لإريتيريا بعد استعمارها من قِبَل إيطاليا، واتخذ من أسمرة عاصمةً للمنطقة بدلاً من مصوع، حيث شيّد فيها قصر الحاكم.
تُوفي في مونسومانو تيرمي في 24 نيسان/ أبريل 1928 عن عمر ناهز 86 عامًا.